# Lüterswil-Gächliwil
Lüterswil-Gächliwil (toponimo tedesco) è un comune svizzero di 315 abitanti del Canton Soletta, nel distretto di Bucheggberg. È stato istituito nel 1995 con la fusione dei comuni soppressi di Gächliwil e Lüterswil; capoluogo comunale è Lüterswil.